# Atrichum parvirosula
Atrichum parvirosula là một loài Rêu trong họ Polytrichaceae. Loài này được (Müll. Hal.) Paris mô tả khoa học đầu tiên năm 1900.